# 오윤아
오윤아(吳允兒, 1980년 11월 21일 ~ )는 대한민국의 배우이다.

## 동료 동기 친구들
- 추소영
- 박윤재
- 진태현
- 조정석
- 인교진
- 홍수현
- 오유나
- 조여정
- 한채영
- 김소연
- 윤정희

## 경력
- 2002년 서울모터쇼 기아자동차의 미래형 자동차 KCV 메인 도우미

## 가족 관계
- 아버지: 오석구
- 어머니: 김미숙
- 배우자: 송훈(빠른 1975년 1월 ~ ) - 2007년 결혼, 2015년 이혼
  - 아들: 송민(2007년 8월 31일 ~ )
- 큰언니: 오미향(빠른 1979년 2월 ~ )
- 남동생: 오경제(1985년 ~ )

## 연기 활동

### 드라마
- 2004년 SBS 주말 특별기획 드라마  《폭풍 속으로》
- 2004년 KBS2 일요 미니시리즈 《알게될거야》 ... 오혜란 역
- 2004년 KBS2 일일시트콤 《올드 미스 다이어리》 ... 오윤아 역
- 2005년 SBS 드라마스페셜 《건빵선생과 별사탕》 ... 은성 역
- 2005년 SBS 금요드라마 《그 여자》 ... 오세정 역
- 2006년 KBS2 단막드라마 《TV 문학관 - 깃발》 ... 이민재 역
- 2006년 SBS 월화드라마 《연애시대》 ... 김미연 역
- 2006년 KBS2 월화 미니시리즈 《미스터 굿바이》 ... 강수진 역
- 2006년 OCN 금요 미니시리즈 《썸데이》 ... 정혜영 역
- 2007년 SBS 드라마스페셜 《외과의사 봉달희》 ... 조문경 역
- 2008년 SBS 금요드라마 《우리집에 왜왔니》 ... 장복희 역
- 2008년 KBS2 HD 특별기획 드라마 《바람의 나라》 ... 혜압 역
- 2009년 MBC HD 일일연속극 《밥 줘》 ... 조영미 역
- 2010년 KBS2 월화드라마 《공부의 신》 ... 장마리 역
- 2010년 KBS2 주말연속극 《결혼해주세요》 ... 김연호 역
- 2010년 SBS 월화드라마 《아테나: 전쟁의 여신》 ... 오숙경 역
- 2011년 SBS 일일드라마 《당신이 잠든 사이》 ... 고현성 역
- 2012년 tvN 일요 시트콤 《21세기 가족》 ... 이금표 역
- 2012년 KBS2 드라마스페셜 《KBS 드라마 스페셜 - 노숙자씨의 행방》 ... 노숙자 역
- 2012년 JTBC 주말 특별기획 드라마 《무자식 상팔자》 ... 이영현 역
- 2013년 SBS 주말 특별기획 드라마 《돈의 화신》 ... 은비령 역
- 2013년 JTBC 주말 특별기획 드라마 《맏이》 ... 이지숙 역
- 2014년 SBS 드라마스페셜 《너희들은 포위됐다》 ... 김사경 역
- 2015년 MBC 수목 미니시리즈 《앵그리맘》 ... 주애연 역
- 2016년 KBS2 수목드라마 《오 마이 금비》 ... 유주영 역
- 2016년 JTBC 금토 미니시리즈 《이번 주 아내가 바람을 핍니다》 ... 소은 역(특별출연)
- 2017년 SBS 드라마스페셜 《사임당, 빛의 일기》 ... 휘음당 역
- 2017년 SBS 주말 특별기획 드라마 《언니는 살아있다》 ... 김은향 역
- 2018년 MBN 수요 옴니버스 드라마 《연남동 539》 ... 윤이나 역
- 2018년 SBS 드라마스페셜 《훈남정음》 ... 양선희 역
- 2018년 MBC 주말 특별기획 드라마 《신과의 약속》 ... 우나경 역
- 2020년 tvN 목요 미니시리즈 《슬기로운 의사생활》 ... 정원 둘째 누나 역
- 2020년 KBS2 주말연속극 《한 번 다녀왔습니다》 ... 송가희 역
- 2023년 채널 A 미니시리즈 《가면의 여왕》 ... 고유나 역

### 영화
- 2005년 《연애술사》 ... 오현주 역
- 2006년 《올드미스 다이어리 극장판》 ... 오윤아 역
- 2011년 《아테나: 더 무비》 ... 오숙경 역
- 2019년 《귀신의 향기》 ... 박 소장 역
- 2021년 《방법: 재차의》 ... 변미영 역

## 연기 외 활동

### 예능, 기타
- 2003년 MBC 《섹션TV 연예통신》 리포터
- 2011년 11월 8일 YTN 《뉴스N이슈 이슈앤피플》 - 게스트
- 2014년 JTBC 《여우비행 인 오사카》
- 2014년 JTBC 《여우비행 인 뉴욕》
- 2015년 SBS 《동상이몽, 괜찮아 괜찮아》
- 2015년 패션N 《화장대를 부탁해》 진행
- 2017년 MBC 《은밀하게 위대하게》
- 2017년 KBS2 《발레교습소 백조클럽》
- 2018년 MBC 《진짜사나이300》
- 2019년 tvN 《수미네 반찬》
- 2020년 KBS2 《신상출시 편스토랑》 NEW편셰프
- 2020년 JTBC 《아는 형님》 게스트
- 2020년 SBS 《미운 우리 새끼》 스페셜 MC
- 2021년 유튜브 《찐친골프》 진행
- 2022년 TV조선 《골프왕 3》 게스트
- 2022년 MBC 《황금어장 라디오스타》 게스트
- 2023년 KBS2 《옥탑방의 문제아들》 - 게스트
- 2023년 MBC every1• 라이프타임 《나는 지금 화가 나 있어》- 게스트
- 2024년 SBS 《강심장VS》게스트
- 2024년 채널A 《절친 토큐멘터리 4인용식탁》 - 게스트
- 2024년 TV조선 《식객 허영만의 백반기행》 - 게스트
- 2024년 TV조선 《공개연애 - 여배우의 사생활》
- 2025년 유튜브 《노빠꾸 탁재훈》- 게스트

### 광고
- 2003년 신영와코루 비너스 솔브 인쇄 광고
- 2004년 SK텔레콤 네이트 드라이브 (차승원과 함께 출연)
- 2005년 해태htb 써니텐 (노형욱과 함께 출연)
- 2005년 SK텔레콤 모바일 게임 GXG
- 2005년 현대캐피탈
- 2006년 캘빈 클라인 진 아쿠아 진
- 2009년 CJ라이온 비트
- 2009년 애플힙
- 2010년 르까프 웰빙 워킹화 닥터세로톤
- 2010년 SK텔링크 SK국제전화 00700 (김명민과 함께 출연)
- 2010년 이마트
- 2010년 환경부 녹색 생활 실천·낭비 없는 음식 문화 캠페인 (황정민과 함께 출연)
- 2011년 신한코리아 JDX골프웨어 (이상우와 함께 출연)
- 2011년 한국쓰리엠 3M 필트릿 정수기
- 2021년 다른코스메틱스 닥터디퍼런트
- 2021년 소키씨앤티 씨드비
- 2021년 에넥스
- 2022년 유한킴벌리 디펜드
- 2022년 종근당건강 올컷
- 2023년 휴스퀘어인터내셔날 오에르 리얼비타민 C30

## 수상 및 후보
| 연도 | 시상식                         | 부문                             | 작품                 | 결과 | 출처  |
| ---- | ------------------------------ | -------------------------------- | -------------------- | ---- | ----- |
| 2000 | 제1회 사이버 레이싱퀸 선발대회 | 우승                             | 빈칸                 | 수상 | [ 2 ] |
| 2006 | KBS 연기대상                   | 여자 특집·문학관상               | KBS TV 문학관 - 깃발 | 후보 |       |
| 2006 | SBS 연기대상                   | 미니시리즈부문 조연상            | 연애시대             | 수상 |       |
| 2010 | KBS 연기대상                   | 일일극부문 여자 우수연기상       | 결혼해주세요         | 후보 |       |
| 2010 | KBS 연기대상                   | 미니시리즈부문 여자 우수연기상   | 공부의 신            | 후보 |       |
| 2011 | SBS 연기대상                   | 주말·연속극부문 여자 우수연기상  | 당신이 잠든 사이     | 후보 |       |
| 2013 | SBS 연기대상                   | 중편드라마부문 여자 특별연기상   | 돈의 화신            | 후보 |       |
| 2014 | SBS 연기대상                   | 중편드라마부문 여자 특별연기상   | 너희들은 포위됐다    | 후보 |       |
| 2016 | KBS 연기대상                   | 여자 조연상                      | 오 마이 금비         | 후보 |       |
| 2017 | SBS 연기대상                   | 수목드라마부문 여자 우수연기상   | 사임당, 빛의 일기    | 후보 |       |
| 2018 | MBC 방송연예대상               | 버라이어티부문 여자 우수상       | 진짜 사나이 300      | 후보 |       |
| 2018 | MBC 연기대상                   | 주말특별기획부문 여자 우수연기상 | 신과의 약속          | 후보 |       |
| 2020 | 제28회 대한민국 문화연예대상   | 드라마부문 최우수상              | 한 번 다녀왔습니다   | 수상 |       |
| 2020 | KBS 연예대상                   | 리얼리티부문 베스트 엔터테이너상 | 신상출시 편스토랑    | 수상 |       |
| 2020 | KBS 연기대상                   | 여자 조연상                      | 한 번 다녀왔습니다   | 수상 |       |
| 2021 | KBS 연예대상                   | 리얼리티부문 여자 우수상         | 신상출시 편스토랑    | 수상 |       |

## 홍보대사
- 2008년 군산국제자동차엑스포 홍보대사
- 2010년 한국양파산업연합회 홍보대사
- 2011년 푸드뱅크 홍보대사